# Opius southcarolinensis
Opius southcarolinensis är en stekelart som beskrevs av Fischer 1964. Opius southcarolinensis ingår i släktet Opius och familjen bracksteklar. Inga underarter finns listade i Catalogue of Life.